# Temmu

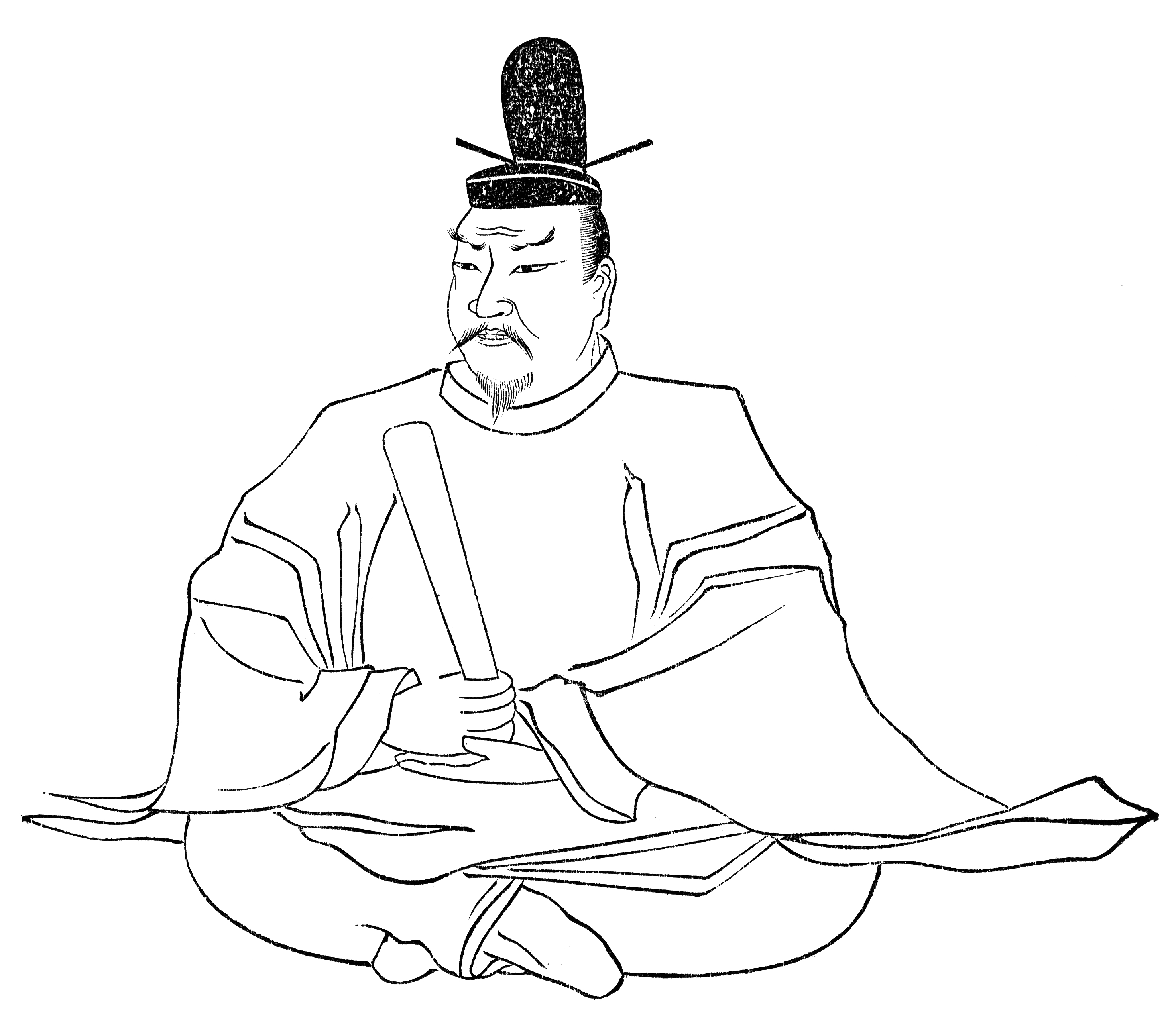
Temmu

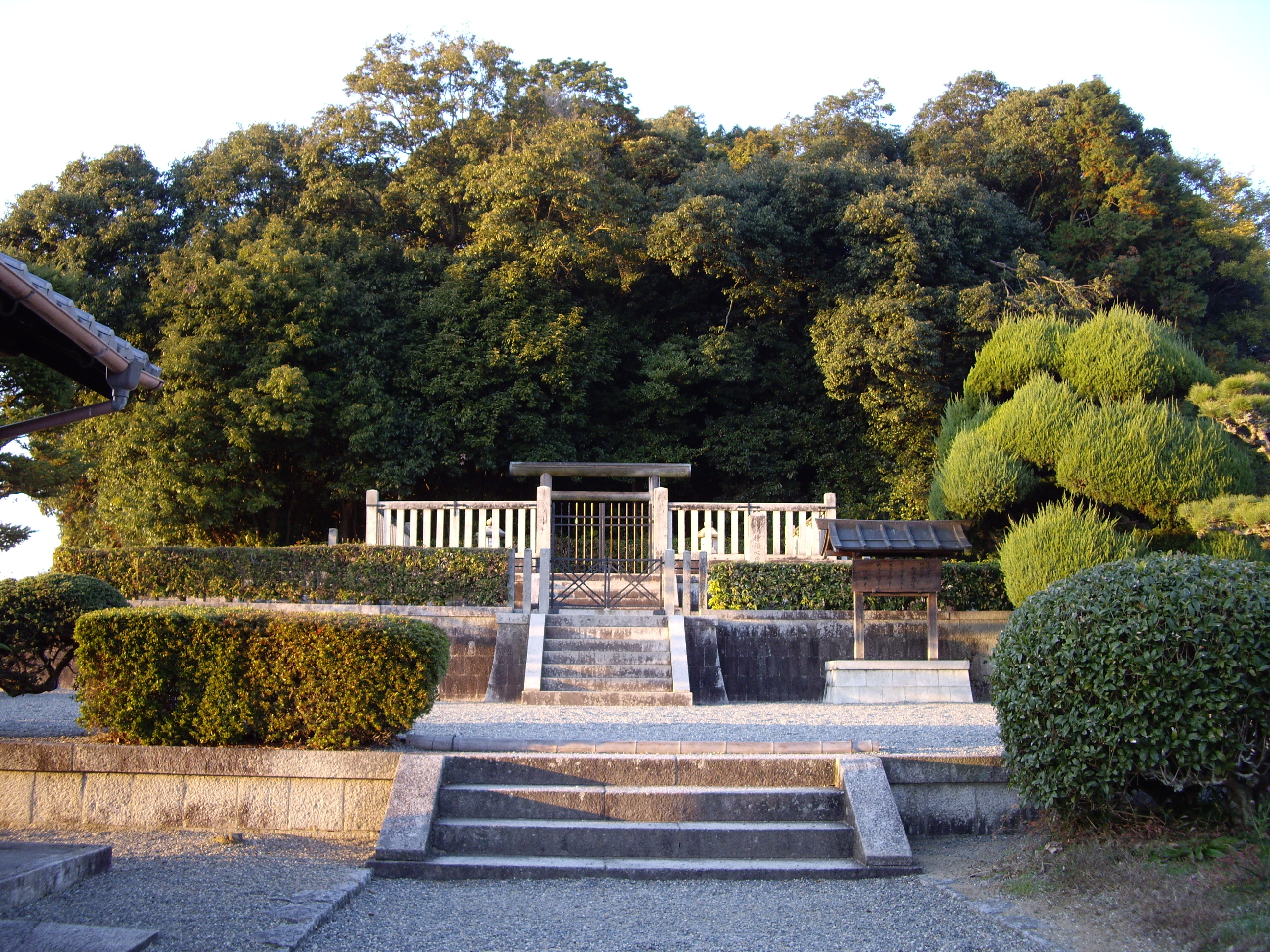
Grab der Tennō Temmu und Jitō in Nara

Temmu (japanisch 天武天皇, Temmu-tennō; * um 631; † 1. Oktober 686) war nach traditioneller Zählung der 40. Tennō Japans. Er herrschte von 672 bis 686 in Asuka-kyō, Yamato. Sein Eigenname war Prinz Ōama (大海人皇子, Ōama no miko).

## Leben und Wirken
Kaiser Temmu war der zweite Sohn von Kaiser Jomei (593–641, Reg. 629–641) und Kaiserin Kōgyoku (Reg. 642–645) und der jüngere Bruder von Tenji (Reg. 668–671). Seine Kaiserin Jitō war eine Tochter des Kaisers Tenji, seines Bruders, und somit seine Nichte.
Temmu erschien auf der politischen Bühne nach der Niederlage Japans 663 in der Schlacht von Hakusukinoe (白村江の戦い). Nachdem Kaiser Tenjins Sohn Ōtomo 672 als Kaiser Kōbun eingesetzt worden war, leistete Temmu erfolgreich Widerstand im Jinshin-Bürgerkrieg. 
Temmu etablierte sich Kiyomihara-Palast in Asuka und bestieg 673 den Thron.
Als Kaiser trieb Temmu die Verwaltungsreformen Tenjis weiter, indem er eine effektive zentrale Bürokratie etablierte. Das System der Ränge für kaiserliche Prinzen und andere hochgestellte Persönlichkeiten wurde reformiert. Verschiedene bedeutende Familien wurden ihrer Abstammung und ihrem sozialen Status klassifiziert, im Rahmen kabane-Ränge für adelige Würdenträger.
681 ordnete Temmu an, den „Asuka Kiyomihara-Codex“ zu formulieren und die nationale Geschichte zu verfassen. Die Anordnungen wurden zur Grundlage des Taihō-Kodex (701) und der Geschichtswerke Kojiki (712) und Nihonshoki (712).